# Acumontia lomani
Acumontia lomani is een hooiwagen uit de familie Triaenonychidae. De wetenschappelijke naam van Acumontia lomani gaat  terug op Roewer.